# Cal Masana
Cal Masana és un edifici del municipi d'Esparreguera (Baix Llobregat) inclòs en l'Inventari del Patrimoni Arquitectònic de Catalunya.
És un edifici que té al primer pis una obertura rectangular, amb un marc còncau motllurat i un guardapols d'arc conopial i elements decoratius molt desgastats. A la planta baixa també es conserven guardapols sobre els puntals.